# Apicultura în județul Maramureș
În anul 2005, existau circa 2.000 de apicultori în județul Maramureș. Dintre aceștia doar 700 erau înscriși în asociație. 